# Vlasta Schönová
Vlasta Schönová, auch Vlasta Schön; in Israel als Nava Shan, hebräisch נאוה שאן  (* 1. September 1919 in Prag, Tschechoslowakei; † 3. August 2001 in Kirjat Chaim bei Haifa, Israel), war eine tschechisch-israelische Schauspielerin.

## Leben und Wirken
Vlasta Schönová war die Tochter von Salomon Schön (1882–1944) und Magdalene Schön, geborene Eckstein (1889–1943), die beide in nationalsozialistischen Konzentrationslagern ermordet worden sind. Sie begann im Alter von acht Jahren Theater zu spielen. Seit 1937 übte sie den Schauspielberuf professionell aus. Nach dem Einmarsch der Deutschen in Prag im März 1939 entließ man sie auf Druck der neuen Machthaber. Im Juli 1942 wurde die Jüdin in Begleitung ihrer gleichfalls schauspielernden Schwester Marie Schönová (1922–1968) in das Ghetto Theresienstadt verschleppt. Dort setzte Vlasta Schönová ihre schauspielerische Arbeit mit Stücken in tschechischer und deutscher Sprache an der Lagerbühne fort. Gelegentlich konnte sie auch Stücke inszenieren. In Theresienstadt war sie die Freundin von Benjamin Murmelstein.
Nach der Befreiung 1945 blieben die Schönová-Schwestern in Prag, ehe sich Vlasta 1948 dazu entschloss, in den soeben gegründeten Staat Israel auszuwandern. Sie nannte sich seitdem Nava Shan und lebte zunächst in mehreren Kibbuzim. Seit 1950 trat sie an einer Reihe von israelischen Theatern auf, darunter dem National-Theater Habimah, dem Cameri-Theater in Tel Aviv und dem Stadttheater von Haifa – der Stadt, in der sie sich schließlich niederließ. Eine frühe wichtige Rolle wurde die stumme Kattrin in Bert Brechts Mutter Courage und ihre Kinder. Shans bedeutendste Theaterarbeit sollte das Soloprogramm Requiem für Theresienstadt werden. Bis sich Nava Shan 1988 ins Privatleben zurückziehen sollte, wirkte sie auch in einigen wenigen Filmen – Sinaia (1962) und Parshat Vinchell (1979) – mit.
Ihre Erinnerungen über die Bühnentätigkeit in Theresienstadt erschienen 1987 unter dem Titel Lihjot sachkanit be Theresienstadt. 1991 veröffentlichte die Künstlerin ihre Memoiren, die unter dem Titel To be an Actress 2010 in englischer Übersetzung erschienen.

## Publikationen (Auswahl)
- To Be an Actress. übersetzt von Michelle Fram Cohen, Hamilton Books, 2010
- Acting in Terezín. übersetzt von Helen Epstein, Plunkett Lake Press, 2011